# 特劳恩地区霍夫基兴
特劳恩地区霍夫基兴是奥地利上奥地利州林茨兰县的一个市镇。总面积14平方公里，总人口1456人，人口密度104.0人/平方公里（2005年）。